# Combat de Turbigo
Deuxième Coalition - Campagne d'Italie
Batailles
Guerre de la Deuxième Coalition
- St George's Caye (navale) (09-1798)
- Nicopolis (10-1798)
- Corfou (11-1798)
- Copenhague (navale) (04-1801)
- Algésiras (navale) (06-1801)

Campagne de Hollande
- Callantsoog (08-1799)
- Vlieter (08-1799)
- Zyp (09-1799)
- Bergen (09-1799)
- Alkmaar (10-1799)
- Castricum (10-1799)

Campagne de Suisse
- Ostrach (03-1799)
- Feldkirch (03-1799)
- 1re Stockach (03-1799)
- Frauenfeld (05-1799) (en)
- Winterthour (05-1799)
- 1re Zurich (06-1799)
- Schwytz (08-1799)
- Amsteg (08-1799) (en)
- Saint-Gothard (09-1799)
- 2e Zurich (09-1799)
- Linth (09-1799) (en)
- Muten (10-1799) (ru)
- Engen (05-1800)
- 2e Stockach (05-1800)
- Moesskirch (05-1800)
- Biberach (05-1800)
- Erbach (05-1800)
- Höchstädt (06-1800)
- Ampfing (12-1800)
- Hohenlinden (12-1800)

Campagne d'Égypte
- Malte 1 (06-1798)
- Malte 2 (06-1798)
- Alexandrie (07-1798)
- Chebreiss (07-1798)
- Pyramides (07-1798)
- 1re Aboukir (08-1798)
- Salheyeh (08-1798)
- Malte 3 (09-1798)
- Sédiman (10-1798)
- Caire (10-1798)
- Samanouth (01-1799)
- El Arish (02-1799)
- Syène (02-1799)
- Jaffa (03-1799)
- Saint-Jean-d'Acre (03-1799)
- Mont-Thabor (04-1799)
- 2e Aboukir (07-1799)
- Damiette (11-1799)
- Héliopolis (03-1800)
- 3e Aboukir (03-1801)
- Mandora (03-1801)
- Canope (03-1801)
- Fort Jullien (04-1801)
- Le Caire (06-1801) (en)
- Alexandrie (08-1801)

2e Campagne d'Italie
- Vérone (03-1799)
- Magnano (04-1799)
- Cassano (04-1799)
- Mantoue (04-1799)
- Bassignana (05-1799)
- 1re Marengo (05-1799) (en)
- Modène (06-1799) (en)
- Trebbia (06-1799)
- 2e Marengo (06-1799) (en)
- Novi 1 (08-1799)
- Rome (09-1799)
- Mannheim (09-1799) (en)
- Novi 2 (10-1799) (en)
- Genola (11-1799)
- Gênes (04-1800)
- Sassello (04-1800) (en)
- Fort Bard (05-1800)
- Verceil (05-1800)
- Turbigo (05-1800)
- Montebello (06-1800)
- 3e Marengo (06-1800)
- Pozzolo (12-1800)

La combat de Turbigo est un épisode de la deuxième campagne d'Italie qui a lieu le 11 prairial an VIII (31 mai 1800) à Turbigo en Lombardie entre les Autrichiens et les Français . Il précède la prise de Milan par les troupes françaises, le 2 juin suivant.

## Contexte
Le 30 mai, les soldats français de la division Boudet entrent à Novare. Le général Duhesme prend position avec les divisions Boudet et Loison sur les rives du Tessin, la division Boudet est placée devant Trecate et celle de Loison à Vigevano et ses environs.
Le 31 mai 1800 Napoléon Bonaparte est à Novare. Il exploite alors l'incertitude de ses adversaires et se dirige vers le Tessin.

## Passage du Tessin à Turbigo
Le 31 mai 1800, Murat, traverse le Tessin et rejoint Galliate tandis que Duhesme traverse le fleuve à Boffalora.
Les Autrichiens , positionnés sur la rive opposée du Tessin, face à Galliate , sont parfaitement retranchés et défendent leur position à l'aide de plusieurs pièces d'artillerie.
L'artillerie légère française , composée seulement de deux pièces de 4 livres servies par les artilleurs de la garde, soutient la traversée du fleuve par l'infanterie française et contraint les Autrichiens à abandonner leurs positions défensives de l'autre côté du Tessin.

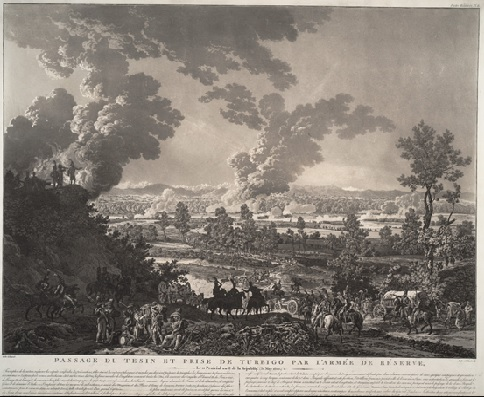
Passage du Tesin et prise de Turbigo par l'armée de Réserve - 31 May 1800

## Combat et prise de Turbigo

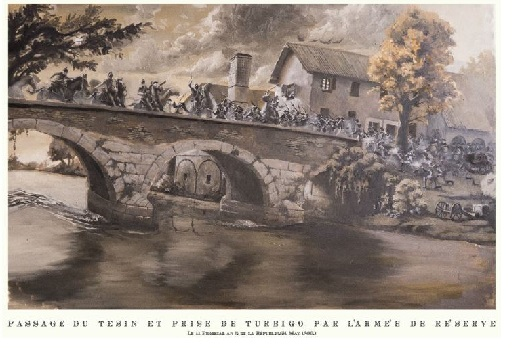
L'infanterie française rejette la dernière charge de la cavalerie autrichienne sur le pont du Naviglio Grande à Turbigo (peinture réalisée pour le anniversaire de la bataille).

Les Autrichiens évacuent rapidement les rives du Tessin et se réorganisent pour défendre le pont de Turbigo sur le Naviglio à l'entrée de la ville.
Entre-temps, le général autrichien Laudon arrive à Turbigo , avec de nombreux renforts, notamment de cavalerie. Mais sa position est bientôt attaquée par la division Monnier, avec la 70e demi-brigade, qui forme l'avant-garde et à laquelle se sont joints de nombreux soldats de la 72e demi-brigade qui ont pu traverser le fleuve. Les Autrichiens perdent 700 hommes au cours de cette action, dont 400 sont faits prisonniers.
Le général Guénand, à la tête de sa demi-brigade, prend position devant Turbigo. Les Autrichiens tentent plusieurs charges de cavalerie pour reprendre le contrôle du pont sur le Naviglio mais toutes échouent, entraînant la perte de trois cents cavaliers.
Ce n'est qu'à dix heures du soir que le village de Turbigo, complètement brûlé, tombe définitivement sous le contrôle des troupes françaises.

## Conclusion des affrontements et entrée à Milan
La veille, Murat et Boudet ont pris la route de Milan. Murat, avec toute sa cavalerie, les 19e et 30e demi-brigades, avance à marche forcée pour atteindre l'ennemi qui s'est enfui en direction de Milan. La poursuite se termine aux portes de la ville qui se rend sans effusion de sang.
Le 2 juin 1800, à 2 heures de l'après-midi, Napoléon Bonaparte quitte Turbigo et entre triomphalement à Milan.

## Curiosité
Une seconde bataille, voyant s'affronter une fois de plus les Français et les Autrichiens, a lieu à Turbigo en 1859 au cours de la deuxième guerre d'indépendance italienne.